# Francisco Viudes Girón
Francisco Viudes Girón (?, 1863 - Alacant, 30 de gener de 1917) fou un aristòcrata i polític valencià, fill de José Viudes y Gardoquí, segon marquès de Río-Florido, i de Dolores Girón.
Es casà en segones núpcies amb Enriqueta Mingot y Shelly, filla d'Enriqueta Shelly Calpena. Des del 1887 formà part de la direcció del Partit Liberal d'Alacant, amb el que fou elegit diputat provincial per Alacant-Elx el 1888-1890. El 1898 s'alineà al costat de Germán Gamazo y Calvo, però el 1901 es posà del costat del cunyat d'aquest, Antoni Maura, i ingressà en el Partit Conservador, amb el que fou elegit diputat a les eleccions generals espanyoles de 1907 pel districte d'Alacant.